# Рибейро Гонсалвес, Педро Энрике
Пе́дро Энри́ке Рибе́йро Гонса́лвес, более известный как просто Пе́дро Энри́ке (порт. Pedro Henrique Ribeiro Gonçalves; род. 2 октября 1995, Лауру-Мюллер, штат Санта-Катарина) — бразильский футболист, защитник клуба «Атлетико Паранаэнсе».

## Биография
Педро Энрике — воспитанник клуба «Коринтианс». К основному составу стал привлекаться в 2014 году, изредка играл за основу в товарищеских матчах, попадал в заявку на матчи чемпионата Бразилии. В 2015 году на правах аренды выступал за «Брагантино», где и дебютировал на взрослом уровне 10 мая в гостевом матче Серии B против КРБ (поражение 0:2).
5 июня 2016 года дебютировал за «Коринтианс» уже в матче Серии A. Его команда дома обыграла «Коритибу» со счётом 2:1. В том же году с командой для игроков не старше 20 лет выиграл молодёжный чемпионат Бразилии. В 2017 году стал довольно регулярно играть за «тиман», проведя в Серии A 22 матча и забив один гол. Защитник помог своей команде выиграть чемпионат Бразилии уже в качестве полноценного игрока — в 2015 году «Коринтианс» также был чемпионом, но Педро Энрике, который несколько раз попадал в заявку на матчи, на поле тогда не выходил. В следующие два сезона Педро Энрике стал проигрывать конкуренцию более опытным футболистам, и в 2019 году был отдан в аренду в «Атлетико Паранаэнсе».
В 2020 году Педро Энрике подписал с «красно-чёрными» уже полноценный контракт. Он стал одним из ведущих защитников в своей команде, чья оборона зарекомендовала себя как одна из лучших в Бразилии. Успешно для команды сложились и выступления на международной арене — в розыгрыше Южноамериканского кубка 2021 Педро Энрике стал единственным игроком, который провёл все 13 матчей в ходе победной кампании.

## Достижения
- Чемпион штата Сан-Паулу (3): 2017, 2018, 2019
- Чемпион штата Парана (1): 2020
- Чемпион Кубка Бразилии (2): 2015 (не играл), 2017
- Финалист Кубка Бразилии (1): 2018
- Обладатель Южноамериканского кубка (1): 2021
- Обладатель Кубка обладателей Кубка Джей-лиги и Южноамериканского кубка (1): 2019